# Olympische Sommerspiele 1972/Fußball/Qualifikation
Die Qualifikationsspiele für die Olympischen Sommerspiele im Jahre 1972 fanden vom 7. Februar 1971 bis 3. Juni 1972 statt. An diesen nahmen 82 Länder aus fünf Konföderationen teil.
Die 82 Mannschaften teilten sich wie folgt auf die fünf Konföderationen auf:
- 22 Teams aus Europa
- 10 Teams aus Südamerika
- 13 Teams aus Nord- und Mittelamerika
- 17 Teams aus Asien
- 20 Teams aus Afrika

## Qualifizierte Mannschaften
Da Titelverteidiger Ungarn und Veranstalter BR Deutschland direkt qualifiziert waren und die Olympiaendrunde mit 16 Mannschaften ausgetragen wurde, standen für die verbleibenden 82 Mannschaften 14 freie Endrundenplätze zur Verfügung; davon gingen
| 4 an Europa                  | Sowjetunion        | Polen     | DDR         | Dänemark       |
| 2 an Südamerika              | Brasilien          | Kolumbien |             |                |
| 2 an Nord- und Mittelamerika | Mexiko             | USA       |             |                |
| 3 an Asien                   | Malaysia           | Birma     | Iran        |                |
| 3 an Afrika                  | Marokko            | Ghana     | Sudan       |                |
|                              | Titelverteidiger : | Ungarn    | Gastgeber : | BR Deutschland |

## Europäische Zone/UEFA
Gespielt wurde in vier Gruppen (3 Gruppen mit 6 Mannschaften und 1 Gruppe mit 4 Mannschaften). Die vier Gruppensieger, die in zwei Runden ermittelt wurden, qualifizierten sich für die Olympischen Sommerspiele 1972.
Qualifiziert für die nächste kontinentale Runde Qualifiziert für die Olympischen Spiele 1972

### Gruppe 1
Teilnehmer:  Island,  Frankreich,  Sowjetunion,  Niederlande,  Luxemburg und  Österreich
1. Runde
| Datum         |            | Ergebnis |            | Ort       |
| ------------- | ---------- | -------- | ---------- | --------- |
| 12. Mai 1971  | Island     | 0:0      | Frankreich | Reykjavík |
| 16. Juni 1971 | Frankreich | 1:0      | Island     | Paris     |
| Gesamt:       | Island     | 0:1      | Frankreich |           |

| Datum         |             | Ergebnis |             | Ort       |
| ------------- | ----------- | -------- | ----------- | --------- |
| 2. Juni 1971  | Sowjetunion | 4:0      | Niederlande | Moskau    |
| 16. Juni 1971 | Niederlande | 0:0      | Sowjetunion | Rotterdam |
| Gesamt:       | Sowjetunion | 4:0      | Niederlande |           |

| Datum         |            | Ergebnis |            | Ort          |
| ------------- | ---------- | -------- | ---------- | ------------ |
| 4. April 1971 | Luxemburg  | 1:0      | Österreich | Esch         |
| 5. Mai 1971   | Österreich | 2:3      | Luxemburg  | Grieskirchen |
| Gesamt:       | Luxemburg  | 3:3      | Österreich |              |

Entscheidungsspiel:
| Datum        |            | Ergebnis |           | Ort     |
| ------------ | ---------- | -------- | --------- | ------- |
| 30. Mai 1971 | Österreich | 2:0      | Luxemburg | Marburg |

2. Runde
Abschlusstabelle
| Pl. | Land        | Sp. | S | U | N | Tore    | Diff. | Punkte |
| --- | ----------- | --- | - | - | - | ------- | ----- | ------ |
| 1.  | Sowjetunion | 4   | 4 | 0 | 0 | 013:200 | +11   | 08:0   |
| 2.  | Frankreich  | 4   | 2 | 0 | 2 | 010:900 | +1    | 04:40  |
| 3.  | Österreich  | 4   | 0 | 0 | 4 | 001:130 | −12   | 0:80   |

Spielergebnisse
| 12. Oktober 1971  | Lwow    | Sowjetunion | – | Österreich  | 4:0 |
| 3. November 1971  | Jerewan | Sowjetunion | – | Frankreich  | 5:1 |
| 18. November 1971 | Wien    | Österreich  | – | Sowjetunion | 0:1 |

### Gruppe 2
Teilnehmer:  Polen,  Griechenland,  Bulgarien,  Vereinigtes Königreich,  Spanien und  Türkei
1. Runde
| Datum        |              | Ergebnis |              | Ort    |
| ------------ | ------------ | -------- | ------------ | ------ |
| 26. Mai 1971 | Polen        | 7:0      | Griechenland | Posen  |
| 9. Juni 1971 | Griechenland | 0:1      | Polen        | Larisa |
| Gesamt:      | Polen        | 8:0      | Griechenland |        |

| Datum         |                        | Ergebnis |                        | Ort    |
| ------------- | ---------------------- | -------- | ---------------------- | ------ |
| 24. März 1971 | Vereinigtes Königreich | 1:0      | Bulgarien              | London |
| 5. Mai 1971   | Bulgarien              | 5:0      | Vereinigtes Königreich | Sofia  |
| Gesamt:       | Vereinigtes Königreich | 1:5      | Bulgarien              |        |

| Datum        |         | Ergebnis |         | Ort       |
| ------------ | ------- | -------- | ------- | --------- |
| 5. Mai 1971  | Spanien | 3:0      | Türkei  | Salamanca |
| 19. Mai 1971 | Türkei  | 0:1      | Spanien | Ankara    |
| Gesamt:      | Spanien | 4:0      | Türkei  |           |

2. Runde
Abschlusstabelle
| Pl. | Land      | Sp. | S | U | N | Tore    | Diff. | Punkte |
| --- | --------- | --- | - | - | - | ------- | ----- | ------ |
| 1.  | Polen     | 4   | 3 | 0 | 1 | 008:300 | +5    | 06:20  |
| 2.  | Bulgarien | 4   | 2 | 1 | 1 | 014:100 | +4    | 05:30  |
| 3.  | Spanien   | 4   | 0 | 1 | 3 | 006:150 | −9    | 01:70  |

Spielergebnisse
| 10. November 1971 | Gijón        | Spanien   | – | Polen   | 0:2 |
| 24. November 1971 | Sofia        | Bulgarien | – | Spanien | 8:3 |
| 16. April 1972    | Stara Sagora | Bulgarien | – | Polen   | 3:1 |

### Gruppe 3
Teilnehmer:  Jugoslawien,  Irland,  Finnland,  Malta,  DDR und  Italien
1. Runde
| Datum         |             | Ergebnis |             | Ort        |
| ------------- | ----------- | -------- | ----------- | ---------- |
| 2. April 1971 | Irland      | 0:1      | Jugoslawien | Ballybofey |
| 9. Juni 1971  | Jugoslawien | 2:0      | Irland      | Rijeka     |
| Gesamt:       | Irland      | 0:3      | Jugoslawien |            |

|          | Ergebnis |       |
| -------- | -------- | ----- |
| Finnland | 1        | Malta |

| Datum        |         | Ergebnis |         | Ort     |
| ------------ | ------- | -------- | ------- | ------- |
| 1. Mai 1971  | DDR     | 4:0      | Italien | Dresden |
| 20. Mai 1971 | Italien | 0:1      | DDR     | Terni   |
| Gesamt:      | DDR     | 5:0      | Italien |         |

2. Runde
Abschlusstabelle
| 1. | DDR         | 2             | 1             | 1             | 0             | 002:000       | +2            | 03:10         |               |               |
| 2. | Jugoslawien | 2             | 0             | 1             | 1             | 000:200       | −2            | 01:30         |               |               |
|    | Finnland    | zurückgezogen | zurückgezogen | zurückgezogen | zurückgezogen | zurückgezogen | zurückgezogen | zurückgezogen | zurückgezogen | zurückgezogen |

Spielergebnisse
| 17. November 1971 | Rostock | DDR | – | Jugoslawien | 2:0 |

### Gruppe 4
Teilnehmer:  Rumänien,  Albanien,  Dänemark und  Schweiz
1. Runde
| Datum          |          | Ergebnis |          | Ort      |
| -------------- | -------- | -------- | -------- | -------- |
| 18. April 1971 | Rumänien | 2:1      | Albanien | Bukarest |
| 26. Mai 1971   | Albanien | 1:2      | Rumänien | Tirana   |
| Gesamt:        | Rumänien | 4:2      | Albanien |          |

| Datum          |          | Ergebnis |          | Ort        |
| -------------- | -------- | -------- | -------- | ---------- |
| 21. April 1971 | Schweiz  | 2:1      | Dänemark | Vevey      |
| 5. Mai 1971    | Dänemark | 4:0      | Schweiz  | Kopenhagen |
| Gesamt:        | Schweiz  | 2:5      | Dänemark |            |

2. Runde
Abschlusstabelle
| Pl. | Land     | Sp. | S | U | N | Tore    | Diff. | Punkte |
| --- | -------- | --- | - | - | - | ------- | ----- | ------ |
| 1.  | Dänemark | 2   | 2 | 0 | 0 | 005:300 | +2    | 04:0   |
| 2.  | Rumänien | 2   | 0 | 0 | 2 | 003:500 | −2    | 0:40   |

Spielergebnisse
| 10. Oktober 1971 | Kopenhagen | Dänemark | – | Rumänien | 2:1 |

## Südamerikanische Zone/CONMEBOL
In Kolumbien fand die Qualifikation der Südamerikanischen Zone für das olympische Fußballturnier statt. Gespielt wurde eine Vorrunde in zwei Gruppen à fünf Mannschaften. Die zwei bestplatzierten Mannschaften jeder Gruppe qualifizierten sich für die kontinentale Endrunde. In der Endrunde wurden die zwei Teilnehmer für die Olympischen Sommerspiele 1972 ermittelt.
Qualifiziert für die nächste kontinentale Runde Qualifiziert für die Olympischen Spiele 1972

### Gruppe 1
Turnier in Cali und Medellín
Abschlusstabelle
| Pl. | Land        | Sp. | S | U | N | Tore    | Diff. | Punkte |
| --- | ----------- | --- | - | - | - | ------- | ----- | ------ |
| 1.  | Brasilien   | 4   | 2 | 2 | 0 | 004:200 | +2    | 06:20  |
| 2.  | Argentinien | 4   | 1 | 3 | 0 | 005:300 | +2    | 05:30  |
| 3.  | Bolivien    | 4   | 1 | 2 | 1 | 005:500 | ±0    | 04:40  |
| 4.  | Ecuador     | 4   | 0 | 3 | 1 | 004:500 | −1    | 03:50  |
| 5.  | Chile       | 4   | 0 | 2 | 2 | 001:400 | −3    | 02:60  |

Spielergebnisse
| 26. November 1971 | Cali | Brasilien | – | Ekuador     | 1:1 |
| 26. November 1971 | Cali | Chile     | – | Bolivien    | 1:1 |
| 28. November 1971 | Cali | Ekuador   | – | Argentinien | 2:2 |
| 28. November 1971 | Cali | Brasilien | – | Bolivien    | 2:1 |
| 30. November 1971 | Cali | Brasilien | – | Argentinien | 0:0 |

### Gruppe 2
Turnier in Bogotá
Abschlusstabelle
| Pl. | Land      | Sp. | S | U | N | Tore    | Diff. | Punkte |
| --- | --------- | --- | - | - | - | ------- | ----- | ------ |
| 1.  | Peru      | 4   | 3 | 1 | 0 | 007:200 | +5    | 07:10  |
| 2.  | Kolumbien | 4   | 2 | 2 | 0 | 005:200 | +3    | 06:20  |
| 3.  | Paraguay  | 4   | 1 | 2 | 1 | 006:400 | +2    | 04:40  |
| 4.  | Uruguay   | 4   | 1 | 1 | 2 | 004:400 | ±0    | 03:50  |
| 5.  | Venezuela | 4   | 0 | 0 | 4 | 001:110 | −10   | 0:80   |

Spielergebnisse
| 26. November 1971 | Peru      | – | Venezuela | 3:0 |
| 26. November 1971 | Kolumbien | – | Uruguay   | 2:1 |
| 28. November 1971 | Peru      | – | Paraguay  | 2:1 |
| 28. November 1971 | Kolumbien | – | Venezuela | 2:0 |
| 1. Dezember 1971  | Uruguay   | – | Paraguay  | 1:1 |

### CONMEBOL-Endrunde
Finalturnier in Bogotá
Abschlusstabelle
| Pl. | Land        | Sp. | S | U | N | Tore    | Diff. | Punkte |
| --- | ----------- | --- | - | - | - | ------- | ----- | ------ |
| 1.  | Brasilien   | 3   | 2 | 1 | 0 | 003:100 | +2    | 05:10  |
| 2.  | Kolumbien   | 3   | 0 | 3 | 0 | 002:200 | ±0    | 03:30  |
| 3.  | Argentinien | 3   | 0 | 2 | 1 | 002:300 | −1    | 02:40  |
| 4.  | Peru        | 3   | 0 | 2 | 1 | 001:200 | −1    | 02:40  |

Spielergebnisse
| 8. Dezember 1971  | Brasilien | – | Kolumbien   | 1:1 |
| 8. Dezember 1971  | Peru      | – | Argentinien | 1:1 |
| 10. Dezember 1971 | Brasilien | – | Argentinien | 1:0 |

## Nord-, Zentralamerikanische und Karibische Zone/CONCACAF
Gespielt wurde eine Vorrunde mit vier Gruppen. Die jeweiligen Gruppensieger qualifizierten sich für die kontinentale Endrunde. In dieser spielten die Mannschaften mit Hin- und Rückspielen die zwei Teilnehmer für die Olympischen Sommerspiele 1972 aus.
Qualifiziert für die nächste kontinentale Runde Qualifiziert für die Olympischen Spiele 1972

### Gruppe 1
Abschlusstabelle
| 1. | Mexiko  | 4             | 3             | 0             | 1             | 006:100       | +5            | 06:20         |               |               |
| 2. | Kanada  | 4             | 2             | 1             | 1             | 005:200       | +3            | 05:30         |               |               |
| 3. | Bermuda | 4             | 0             | 1             | 3             | 001:900       | −8            | 01:70         |               |               |
|    | Kuba    | zurückgezogen | zurückgezogen | zurückgezogen | zurückgezogen | zurückgezogen | zurückgezogen | zurückgezogen | zurückgezogen | zurückgezogen |

Spielergebnisse
| 23. Mai 1971 | Hamilton     | Bermuda | – | Mexiko | 0:2 |
| 30. Mai 1971 | Hamilton     | Bermuda | – | Kanada | 0:3 |
| 8. Juni 1971 | Mexiko-Stadt | Mexiko  | – | Kanada | 1:0 |

### Gruppe 2
Turnier in Guatemala-Stadt
Abschlusstabelle
| Pl. | Land      | Sp. | S | U | N | Tore    | Diff. | Punkte |
| --- | --------- | --- | - | - | - | ------- | ----- | ------ |
| 1.  | Guatemala | 4   | 2 | 1 | 1 | 009:500 | +4    | 05:30  |
| 2.  | Suriname  | 4   | 2 | 1 | 1 | 007:600 | +1    | 05:30  |
| 3.  | Panama    | 4   | 1 | 0 | 3 | 006:110 | −5    | 02:60  |

Spielergebnisse
| 18. April 1971 | Guatemala | – | Panama   | 4:1 |
| 22. April 1971 | Suriname  | – | Panama   | 3:0 |
| 25. April 1971 | Guatemala | – | Suriname | 2:2 |

### Gruppe 3
Abschlusstabelle
| Pl. | Land        | Sp. | S | U | N | Tore    | Diff. | Punkte |
| --- | ----------- | --- | - | - | - | ------- | ----- | ------ |
| 1.  | USA         | 4   | 2 | 2 | 0 | 008:300 | +5    | 06:20  |
| 2.  | El Salvador | 4   | 2 | 2 | 0 | 009:400 | +5    | 06:20  |
| 3.  | Barbados    | 4   | 0 | 0 | 4 | 003:130 | −10   | 0:80   |

Spielergebnisse
| 18. Juli 1971 | Miami Beach | USA      | – | El Salvador | 1:1 |
| 21. Juli 1971 | Bridgetown  | Barbados | – | El Salvador | 0:3 |
| 25. Juli 1971 | Miami Beach | USA      | – | Barbados    | 3:0 |

#### Entscheidungsspiel
| Datum              |     | Ergebnis              |             | Ort      |
| ------------------ | --- | --------------------- | ----------- | -------- |
| 19. September 1971 | USA | 1:1 n. V. (5:4 i. E.) | El Salvador | Kingston |

### Gruppe 4
Abschlusstabelle
| Pl. | Land                     | Sp. | S | U | N | Tore    | Diff. | Punkte |
| --- | ------------------------ | --- | - | - | - | ------- | ----- | ------ |
| 1.  | Jamaika                  | 2   | 1 | 1 | 0 | 003:200 | +1    | 03:10  |
| 2.  | Niederländische Antillen | 2   | 0 | 1 | 1 | 002:300 | −1    | 01:30  |
| 3.  | Costa Rica               | 0   | 0 | 0 | 0 | 000:000 | ±0    | 0:0    |

Spielergebnisse
| 29. Mai 1971 | Kingston | Jamaika | – | Niederländische Antillen | 2:1 |

### CONCACAF-Endrunde
Abschlusstabelle
| Pl. | Land      | Sp. | S | U | N | Tore    | Diff. | Punkte |
| --- | --------- | --- | - | - | - | ------- | ----- | ------ |
| 1.  | Mexiko    | 6   | 3 | 2 | 1 | 011:500 | +6    | 08:40  |
| 2.  | USA       | 6   | 2 | 3 | 1 | 010:900 | +1    | 07:50  |
| 3.  | Guatemala | 6   | 2 | 1 | 3 | 006:800 | −2    | 05:70  |
| 4.  | Jamaika   | 6   | 1 | 2 | 3 | 003:800 | −5    | 04:80  |

Spielergebnisse
| 16. Januar 1972 | Kingston        | Jamaika   | – | USA       | 1:1 |
| 23. Januar 1972 | Guadalajara     | Mexiko    | – | USA       | 1:1 |
| __. April 1972  | Mexiko-Stadt    | Mexiko    | – | Jamaika   | 4:0 |
| __. April 1972  | Guatemala-Stadt | Guatemala | – | Jamaika   | 1:0 |
| 16. April 1972  | Guatemala-Stadt | Guatemala | – | USA       | 3:2 |
| 25. April 1972  | Miami Beach     | USA       | – | Guatemala | 2:1 |

## Asiatische Zone/AFC
Gespielt wurde in drei Gruppen (2 Gruppen mit 6 Mannschaften und 1 Gruppe mit 5 Mannschaften). Die jeweiligen Gruppensieger qualifizierten sich für die Olympischen Sommerspiele 1972.
Qualifiziert für die nächste kontinentale Runde Qualifiziert für die Olympischen Spiele 1972

### Gruppe 1
Turnier in Seoul
Abschlusstabelle
| Pl. | Land           | Sp. | S | U | N | Tore    | Diff. | Punkte |
| --- | -------------- | --- | - | - | - | ------- | ----- | ------ |
| 1.  | Malaysia       | 4   | 4 | 0 | 0 | 012:000 | +12   | 08:0   |
| 2.  | Südkorea       | 4   | 3 | 0 | 1 | 016:200 | +14   | 06:20  |
| 3.  | Japan          | 4   | 2 | 0 | 2 | 014:700 | +7    | 04:40  |
| 4.  | Philippinen    | 4   | 1 | 0 | 3 | 004:190 | −15   | 02:60  |
| 5.  | Republik China | 4   | 0 | 0 | 4 | 001:190 | −18   | 0:80   |

Spielergebnisse
| 23. September 1971 | Japan          | – | Malaysia       | 0:3 |
| 25. September 1971 | Republik China | – | Philippinen    | 0:3 |
| 25. September 1971 | Südkorea       | – | Malaysia       | 0:1 |
| 27. September 1971 | Malaysia       | – | Republik China | 3:0 |
| 27. September 1971 | Japan          | – | Philippinen    | 8:1 |

### Gruppe 2
Turnier in Rangun
Gruppenzuteilungspiele
| Datum         |                | Ergebnis |              |
| ------------- | -------------- | -------- | ------------ |
| 21. März 1972 | Indonesien (A) | 4:0      | Thailand (B) |
| 21. März 1972 | Birma (B)      | 4:3      | Indien (A)   |
| 22. März 1972 | Israel (A)     | 3:0      | Ceylon (B)   |

Gruppe A
Abschlusstabelle
| Pl. | Land       | Sp. | S | U | N | Tore    | Diff. | Punkte |
| --- | ---------- | --- | - | - | - | ------- | ----- | ------ |
| 1.  | Israel     | 2   | 2 | 0 | 0 | 002:000 | +2    | 04:0   |
| 2.  | Indonesien | 2   | 1 | 0 | 1 | 004:300 | +1    | 02:20  |
| 3.  | Indien     | 2   | 0 | 0 | 2 | 002:500 | −3    | 0:40   |

Spielergebnisse
| 25. März 1972 | Indonesien | – | Indien     | 4:2 |
| 28. März 1972 | Israel     | – | Indien     | 1:0 |
| 30. März 1972 | Israel     | – | Indonesien | 1:0 |

Gruppe B
Abschlusstabelle
| Pl. | Land     | Sp. | S | U | N | Tore    | Diff. | Punkte |
| --- | -------- | --- | - | - | - | ------- | ----- | ------ |
| 1.  | Birma    | 2   | 2 | 0 | 0 | 012:100 | +11   | 04:0   |
| 2.  | Thailand | 2   | 1 | 0 | 1 | 005:700 | −2    | 02:20  |
| 3.  | Ceylon   | 2   | 0 | 0 | 2 | 001:100 | −9    | 0:40   |

Spielergebnisse
| 24. März 1972 | Birma    | – | Ceylon   | 5:1 |
| 26. März 1972 | Thailand | – | Ceylon   | 5:0 |
| 29. März 1972 | Birma    | – | Thailand | 7:0 |

Halbfinale
| Datum         |        | Ergebnis              |            |
| ------------- | ------ | --------------------- | ---------- |
| 1. April 1972 | Israel | 0:0 n. V. (2:4 i. E.) | Thailand   |
| 2. April 1972 | Birma  | 3:0                   | Indonesien |

Finale
| Datum         |       | Ergebnis |          |
| ------------- | ----- | -------- | -------- |
| 4. April 1972 | Birma | 1:0      | Thailand |

### Gruppe 3
Teilnehmer:  Nordkorea,  Syrien,  Irak,  Libanon,  Iran und  Kuwait
1. Runde
| Datum        |           | Ergebnis |           | Ort       |
| ------------ | --------- | -------- | --------- | --------- |
| 28. Mai 1971 | Nordkorea | 0:0      | Syrien    | Pjöngjang |
| 1. Juni 1971 | Syrien    | 0:1      | Nordkorea | Pjöngjang |
| Gesamt:      | Nordkorea | 1:0      | Syrien    |           |

| Datum         |         | Ergebnis |         | Ort    |
| ------------- | ------- | -------- | ------- | ------ |
| 20. Juni 1971 | Libanon | 1:0      | Irak    | Beirut |
| 14. Juli 1971 | Irak    | 1:0      | Libanon | Bagdad |
| Gesamt:       | Libanon | 1:1      | Irak    |        |

Entscheidungsspiel:
| Datum              |      | Ergebnis |         | Ort      |
| ------------------ | ---- | -------- | ------- | -------- |
| 19. September 1971 | Irak | 2:1      | Libanon | Istanbul |

Freilos: Iran und Kuwait
2. Runde
| Datum            |        | Ergebnis |        | Ort     |
| ---------------- | ------ | -------- | ------ | ------- |
| 3. Dezember 1971 | Iran   | 2:0      | Kuwait | Teheran |
| __. Januar 1972  | Kuwait | 0:2      | Iran   | Athen   |
| Gesamt:          | Iran   | 4:0      | Kuwait |         |

| Datum             |           | Ergebnis |           | Ort       |
| ----------------- | --------- | -------- | --------- | --------- |
| 28. November 1971 | Nordkorea | 3:0      | Irak      | Pjöngjang |
| __. Januar 1972   | Irak      | 0:1      | Nordkorea | Bagdad    |
| Gesamt:           | Nordkorea | 4:0      | Irak      |           |

3. Runde
| Datum        |           | Ergebnis |           | Ort       |
| ------------ | --------- | -------- | --------- | --------- |
| __. Mai 1972 | Nordkorea | 0:0      | Iran      | Pjöngjang |
| __. Mai 1972 | Iran      | 0:0      | Nordkorea | Teheran   |
| Gesamt:      | Nordkorea | 0:0      | Iran      |           |

Entscheidungsspiel:
| Datum        |           | Ergebnis |      | Ort        |
| ------------ | --------- | -------- | ---- | ---------- |
| 3. Juni 1972 | Nordkorea | 0:2      | Iran | Rawalpindi |

## Afrikanische Zone/CAF
Gespielt wurde in drei Gruppen (2 Gruppen à 6 Mannschaften und 1 Gruppe à 8 Mannschaften). Die jeweiligen Gruppensieger, die in zwei Runden ermittelt wurden, qualifizierten sich für die Olympischen Sommerspiele 1972.
Qualifiziert für die nächste kontinentale Runde Qualifiziert für die Olympischen Spiele 1972

### Gruppe 1
Teilnehmer:  Tunesien,  Ägypten,  Mali,  Algerien,  Marokko und  Niger
1. Runde
| Datum         |          | Ergebnis |          | Ort   |
| ------------- | -------- | -------- | -------- | ----- |
| 7. März 1971  | Tunesien | 3:0      | Ägypten  | Tunis |
| 2. April 1971 | Ägypten  | 2:0      | Tunesien | Kairo |
| Gesamt:       | Tunesien | 3:2      | Ägypten  |       |

| Datum          |          | Ergebnis  |          | Ort    |
| -------------- | -------- | --------- | -------- | ------ |
| 14. März 1971  | Mali     | 1:0       | Algerien | Bamako |
| 11. April 1971 | Algerien | 2:2 n. V. | Algerien | Algier |
| Gesamt:        | Mali     | 3:2       | Algerien |        |

| Datum          |         | Ergebnis |         | Ort        |
| -------------- | ------- | -------- | ------- | ---------- |
| 28. März 1971  | Marokko | 5:2      | Niger   | Casablanca |
| 25. April 1971 | Niger   | 1:3      | Marokko | Niamey     |
| Gesamt:        | Marokko | 8:3      | Niger   |            |

2. Runde
Abschlusstabelle
| Pl. | Land     | Sp. | S | U | N | Tore    | Diff. | Punkte |
| --- | -------- | --- | - | - | - | ------- | ----- | ------ |
| 1.  | Marokko  | 4   | 2 | 2 | 0 | 009:500 | +4    | 06:20  |
| 2.  | Tunesien | 4   | 1 | 2 | 1 | 007:500 | +2    | 04:40  |
| 3.  | Mali     | 4   | 1 | 0 | 3 | 004:100 | −6    | 02:60  |

Spielergebnisse
| 23. April 1972 | Tunis      | Tunesien | – | Marokko  | 3:3 |
| 30. April 1972 | Casablanca | Marokko  | – | Mali     | 2:1 |
| 7. Mai 1972    | Bamako     | Mali     | – | Tunesien | 2:0 |

### Gruppe 2
Teilnehmer:  Togo,  Guinea,  Kamerun,  Gabun,  Senegal,  Nigeria,  Ghana und  Liberia
1. Runde
| Datum            |        | Ergebnis |        | Ort     |
| ---------------- | ------ | -------- | ------ | ------- |
| 7. Februar 1971  | Togo   | 1:1      | Guinea | Lomé    |
| 28. Februar 1971 | Guinea | 4:5      | Togo   | Conakry |
| Gesamt:          | Togo   | 6:5      | Guinea |         |

| Datum        |         | Ergebnis |                  | Ort        |
| ------------ | ------- | -------- | ---------------- | ---------- |
| 30. Mai 1971 | Gabun   | 2:3      | Kamerun          | Libreville |
|              | Kamerun |          | Gabun verzichtet |            |
| Gesamt:      | Gabun   | 2:3      | Kamerun          |            |

| Datum          |         | Ergebnis |         | Ort   |
| -------------- | ------- | -------- | ------- | ----- |
| 3. April 1971  | Nigeria | 1:1      | Senegal | Lagos |
| 18. April 1971 | Senegal | 2:1      | Nigeria | Dakar |
| Gesamt:        | Nigeria | 2:3      | Senegal |       |

| Datum          |         | Ergebnis |         | Ort      |
| -------------- | ------- | -------- | ------- | -------- |
| 21. März 1971  | Ghana   | 2:1      | Liberia | Accra    |
| 17. April 1971 | Liberia | 0:1      | Ghana   | Monrovia |
| Gesamt:        | Ghana   | 3:1      | Liberia |          |

2. Runde
Abschlusstabelle
| Pl. | Land    | Sp. | S | U | N | Tore    | Diff. | Punkte |
| --- | ------- | --- | - | - | - | ------- | ----- | ------ |
| 1.  | Ghana   | 6   | 3 | 2 | 1 | 007:300 | +4    | 08:40  |
| 2.  | Kamerun | 6   | 3 | 2 | 1 | 007:700 | ±0    | 08:40  |
| 3.  | Senegal | 6   | 2 | 2 | 2 | 008:600 | +2    | 06:60  |
| 4.  | Togo    | 6   | 0 | 2 | 4 | 003:900 | −6    | 02:10  |

Spielergebnisse
| 23. April 1972 |         | Ghana   | – | Togo    | 1:1 |
| 23. April 1972 |         | Senegal | – | Kamerun | 1:1 |
| 30. April 1972 | Lomé    | Togo    | – | Senegal | 1:3 |
| 30. April 1972 | Yaoundé | Kamerun | – | Ghana   | 0:3 |
| 7. Mai 1972    | Accra   | Ghana   | – | Senegal | 1:0 |
| 7. Mai 1972    |         | Togo    | – | Kamerun | 1:2 |

### Gruppe 3
Teilnehmer:  Äthiopien,  Sambia,  Sudan,  Uganda,  Madagaskar und  Malawi
1. Runde
| Datum        |           | Ergebnis |           | Ort         |
| ------------ | --------- | -------- | --------- | ----------- |
| 16. Mai 1971 | Äthiopien | 6:3      | Sambia    | Addis Abeba |
| 30. Mai 1971 | Sambia    | 0:1      | Äthiopien | Lusaka      |
| Gesamt:      | Äthiopien | 7:3      | Sambia    |             |

| Datum         |        | Ergebnis |        | Ort     |
| ------------- | ------ | -------- | ------ | ------- |
| 4. Juni 1971  | Sudan  | 4:0      | Uganda | Khartum |
| 19. Juni 1971 | Uganda | 1:1      | Sudan  | Kampala |
| Gesamt:       | Sudan  | 5:1      | Uganda |         |

| Datum          |            | Ergebnis |            | Ort          |
| -------------- | ---------- | -------- | ---------- | ------------ |
| 11. April 1971 | Malawi     | 1:2      | Madagaskar | Blantyre     |
| 9. Mai 1971    | Madagaskar | 4:2      | Malawi     | Antananarivo |
| Gesamt:        | Malawi     | 3:6      | Madagaskar |              |

2. Runde
Abschlusstabelle
| Pl. | Land       | Sp. | S | U | N | Tore    | Diff. | Punkte |
| --- | ---------- | --- | - | - | - | ------- | ----- | ------ |
| 1.  | Sudan      | 4   | 3 | 1 | 0 | 008:200 | +6    | 07:10  |
| 2.  | Äthiopien  | 4   | 2 | 1 | 1 | 007:600 | +1    | 05:30  |
| 3.  | Madagaskar | 4   | 0 | 0 | 4 | 003:100 | −7    | 0:80   |

Spielergebnisse
| 23. April 1972 | Antananarivo | Madagaskar | – | Äthiopien  | 1:2 |
| 30. April 1972 |              | Äthiopien  | – | Sudan      | 2:2 |
| 7. Mai 1972    |              | Sudan      | – | Madagaskar | 3:0 |

## Reglement
1. 1 2 3 4  Wenn zwei oder mehrere Mannschaften einer Gruppe/Untergruppe nach Beendigung aller Spiele die gleiche Punktzahl und die gleiche Tordifferenz haben, werden ein oder mehrere Entscheidungsspiele in einem neutralen Land ausgetragen.